# 康康省
康康省是西非國家畿內亞的33個省之一，位於該國東部，由康康大區負責管轄，首府設於康康，北臨芒賈納省，東接科特迪瓦，南毗貝拉省、凱魯阿內省和基西杜古省，西鄰庫魯薩省，面積11,564平方公里，人口約235,000。